# Ян Хе Сук
Ян Хе Сук (кор. 양혜숙; род. 18 января 1966) — южнокорейская хоккеистка на траве, полевой игрок. Участница летних Олимпийских игр 1992 года, бронзовый призёр чемпионата мира 1990 года.

## Биография
Ян Хе Сук родилась 18 января 1966 года.
В 1989 году в составе женской сборной Южной Кореи по хоккею на траве завоевала золото Трофея чемпионов во Франкфурте-на-Майне.
В 1990 году завоевала бронзовую медаль чемпионата мира в Сиднее, забила 3 мяча.
В 1992 году вошла в состав женской сборной Южной Кореи по хоккею на траве на летних Олимпийских играх в Барселоне, занявшей 4-е место. Играла в поле, провела 5 матчей, забила 1 мяч в ворота сборной Нидерландов.